# Эбботт, Дороти
До́роти Э́бботт (англ. Dorothy Abbott; 16 декабря 1920, Канзас-Сити, Миссури, США — 15 декабря 1968, Лос-Анджелес, Калифорния, США) — американская актриса.

## Биография
Дороти Эбботт родилась 16 декабря 1920 года в Канзас-Сити (штат Миссури, США).
Дороти дебютировала в кино в 1946 году, сыграв роль танцовщицы в фильме «На краю лезвия». В 1964 году Эбботт сыграла свою 54-ю и последнюю роль в кино — Веронику в фильме «Дорогое сердце».
В 1949 году Дороти вышла замуж за актёра Руди Диаса (1918—2006). Эбботт покончила жизнь самоубийством 15 декабря 1968 года в Лос-Анджелесе (штат Калифорния, США) в связи с депрессией по поводу расставания с мужем, за день до своего 48-летия. Она была похоронена на кладбище «Роуз-Хилс» в Уиттиэре (штат Калифорния, США).